# Kościół Niepokalanego Poczęcia Najświętszej Maryi Panny w Krakowie (ul. Rakowicka)
Kościół Niepokalanego Poczęcia Najświętszej Marii Panny – zabytkowy rzymskokatolicki kościół konwentualny karmelitów bosych znajdujący się w Krakowie, w dzielnicy II Grzegórzki przy ul. Rakowickiej 18, na Warszawskim. 
Budowę klasztoru i kościoła z inspiracji i pierwotnej fundacji karmelitanek bosych w Łobzowie w Krakowie wznoszono w dwóch etapach: 1907–1910 według projektu Tadeusza Stryjeńskiego wieżę, prezbiterium oraz kaplicę boczną i 1929–1932 według projektu Franciszka Mączyńskiego korpus świątyni.

## Historia
Budowę kościoła i klasztoru karmelitów bosych rozpoczęto według planów Tadeusza Stryjeńskiego jesienią 1907. Pod koniec 1909 oddano do użytku część mieszkalną. W kwietniu 1910 gotowa była część prezbiterium, wieża i boczna kaplica. W listopadzie zakupiono w odlewni Hillera 5 dzwonów, w grudniu organy i 5 grudnia bp Anatol Nowak obiekt poświęcił. W 1911 kaplicę Matki Bożej Ostrobramskiej wyposażono w drewniany ołtarz wykonany w Gröden w Tyrolu, w firmie Ferdynanda Stüflessera, oraz obraz ofiarowany przez klasztor w Czernej. Do ołtarza głównego zamówiono obraz Madonny Niepokalanej u malarza w Bochni, oraz kupiono w Wiedniu zegar na wieżę. W 1913 wybudowano zachodnie skrzydło klasztoru według projektu Augustyna Tarkowskiego z Tarnowa. W 1926 zakupiono 4 dzwony w tej samej firmie Hillera w miejsce skradzionych w czasie I wojny światowej.
W drugim etapie budowy w latach 1929–1932 z powodu zbliżającego się światowego kryzysu finansowego, odstąpiono od pierwotnego planu i według projektu Franciszka Mączyńskiego wybudowano pomniejszony z pięciu do trzech przęseł korpus nawowy z przedsionkiem oraz boczne aneksy-kaplice.
Abp Adam Sapieha konsekrował świątynię 11 września 1932.

## Architektura
Obiekt zbudowany z cegły z detalami ciosu kamiennego, fundament z kamienia poligonalnego. Kościół trzynawowy, bazylikowy z dwuczęściowym prezbiterium zamkniętym pięciobocznie. Apsyda nakryta sklepieniem parasolowym. Nawa główna oddzielona od naw bocznych trzema arkadami o łuku ostrym. Nawa lewa nie ma okien ponieważ przylega do budynku klasztornego.
Na fasadzie kościoła powyżej wejścia głównego znajduje się mozaika Matki Boskiej adorowanej przez św. Jana od Krzyża i św. Teresę z Avila według projektu Jana Bukowskiego ułożona w 1934 przez Alberta J. Pieczonkę SJ. Z prawej strony wejścia głównego umieszczono pamiątkową tablicę z okazji 100-lecia wybuchu powstania styczniowego w 1963, ozdobioną popiersiami Adama Chmielowskiego i brata Rafała Kalinowskiego, ufundowaną przez krakowskie duchowieństwo, a wykonaną według projektu rzeźbiarza Józefa Jury.
Obok wejścia bocznego ustawiono na postumencie z piaskowca niewielki żelazny krzyż – znajdował się on niegdyś na rogatce miejskiej. Pod kościołem karmelitów ustawiono go w 1934 na pamiątkę otwarcia linii tramwajowej do Cmentarza Rakowickiego. Ogrodzenie placu kościelnego zaprojektował Franciszek Mączyński.

## Wnętrze
W kruchcie znajdują się czarne marmurowe płyty z relikwią św. brata Alberta (Adama) Chmielowskiego, którego prochy przeniesiono z Cmentarza Rakowickiego w 1948 i pochowano w przedsionku kościoła w oczekiwaniu na beatyfikację. Spoczywał tu do dnia beatyfikacji (1983), po czym relikwie zostały przeniesione do kościoła Ecce Homo na Prądniku Czerwonym. Pod prawej stronie znajdują się relikwie św. Rafała Kalinowskiego wraz z popiersiem oraz napisem: „Ojczyzna nie krwi, ale potu potrzebuje”.
Do wystroju architektoniczno-dekoracyjnego zastosowany został w dużej ilości alabaster z Żurawna. Wykorzystano różnorodne odmiany: śnieżnobiałą, żółtawą, plamiście brunatną oraz popielatą. Alabastrowe ołtarze, ambonę, misy na wodę święconą oraz okładziny filarów nawy głównej wykonano w 1931 według projektu Józefa Szostakiewicza w Żurawińskich Zakładach Przemysłu Artystycznego XX. Czartoryskich. W 1931 zakupiono nowe organy firmy Riegiera. Po lewej stronie znajduje się niewielka kaplica Matki Boskiej Bolesnej, obok niej umieszczono tablicę pamiątkową ufundowaną przez karmelitów bosych, by upamiętnić wszystkich fundatorów kościoła. Wmurowanie tablicy nastąpiło 8 grudnia 1934 w 25. rocznicę rozpoczęcia budowy kościoła. Po prawej stronie znajduje się kaplica Matki Bożej Ostrobramskiej.
W lewej nawie bocznej znajduje się barokowy obraz św. Józefa, który namalowano w Rzymie w 2 poł. XVII wieku. Pierwotnie znajdował się w kościele św. Michała przy ulicy Poselskiej 3, zlikwidowanym na polecenie władz austriackich w latach 1835–1872.
W klasztorze karmelitów bosych częstym gościem na zamkniętych rekolekcjach dla duchowieństwa był kardynał Karol Wojtyła. Od 1927 działa tu także wydawnictwo własne karmelitów wydające między innymi „Głos Karmelu”.

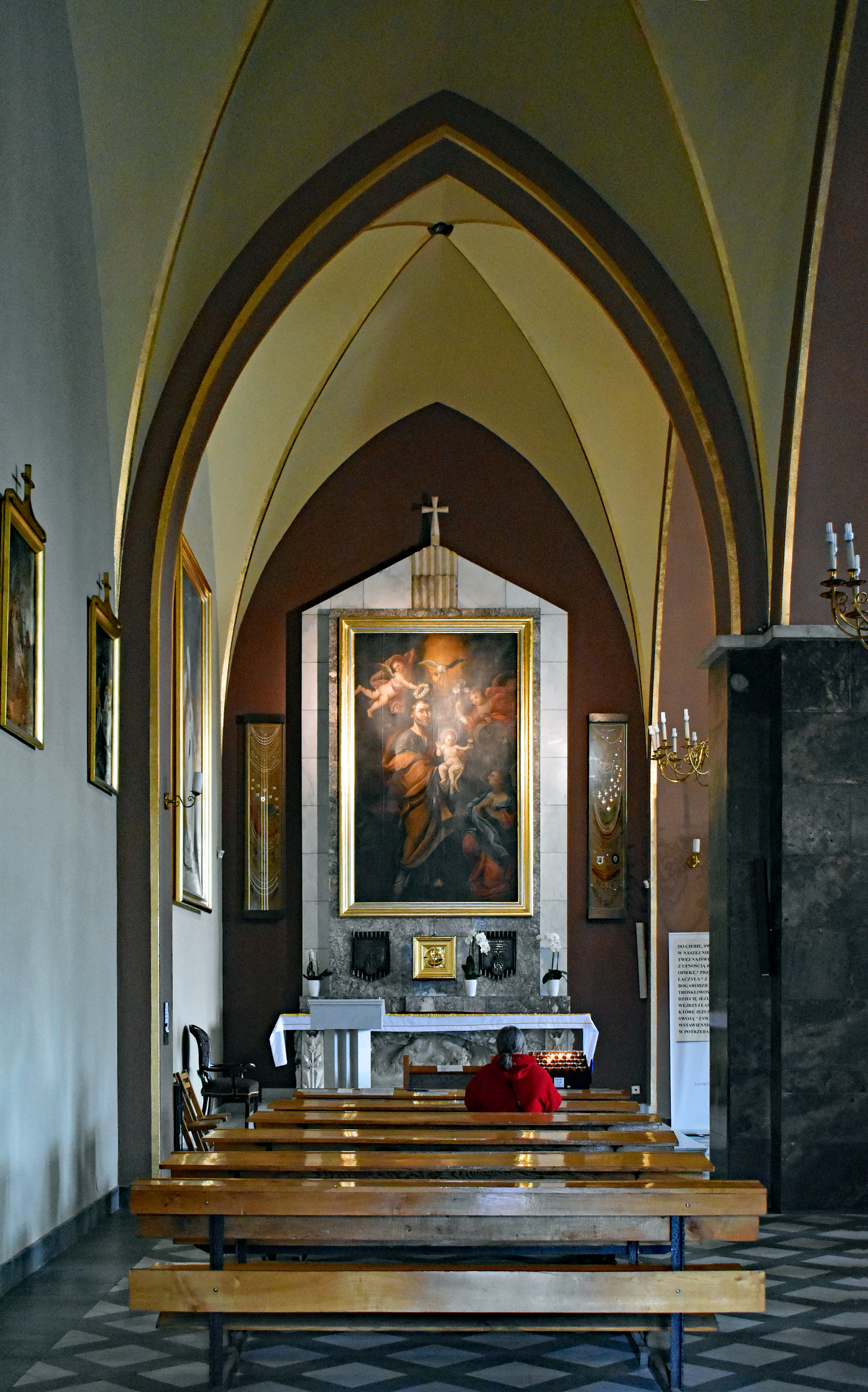
Nawa boczna lewa
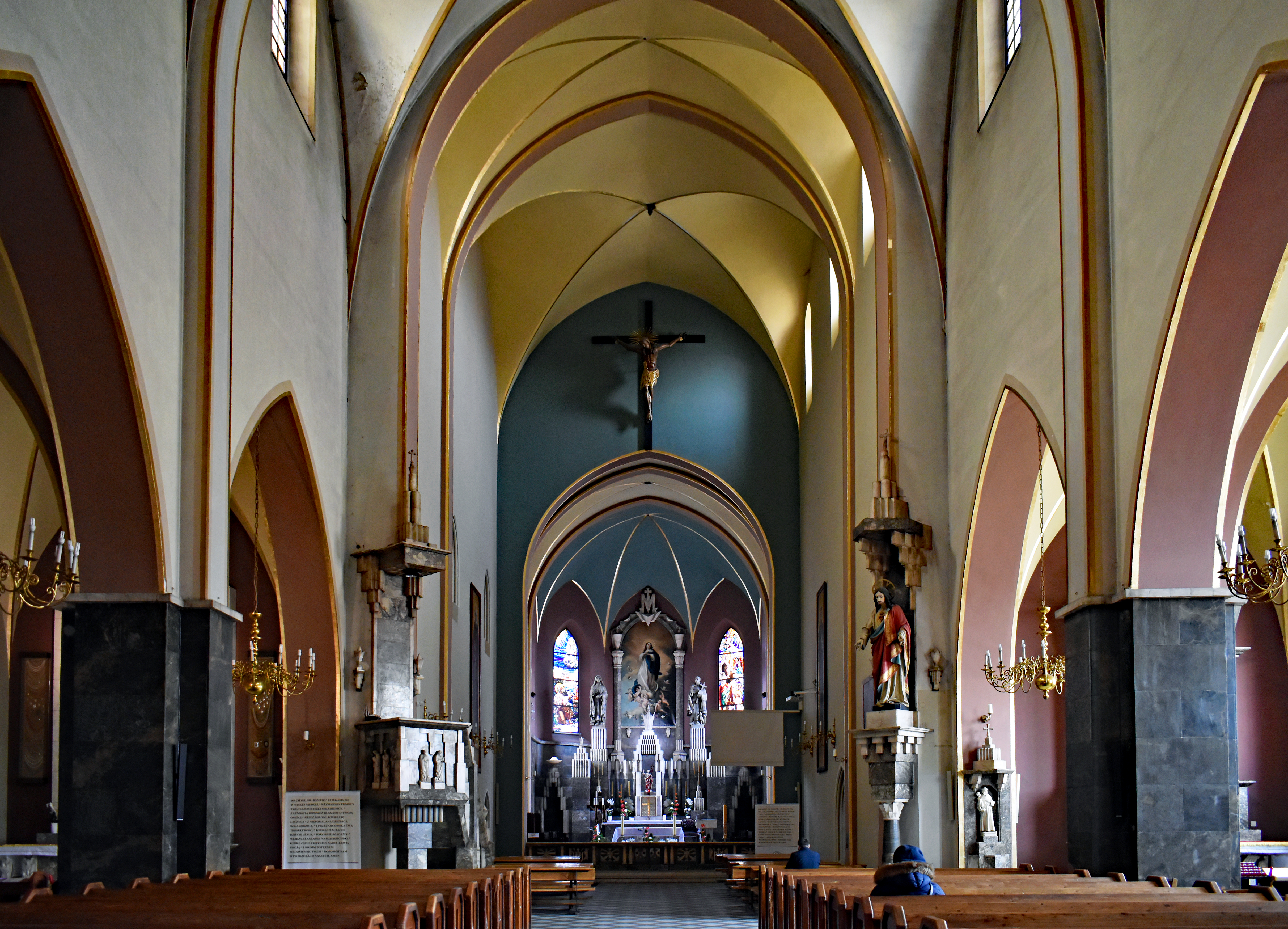
Nawa główna
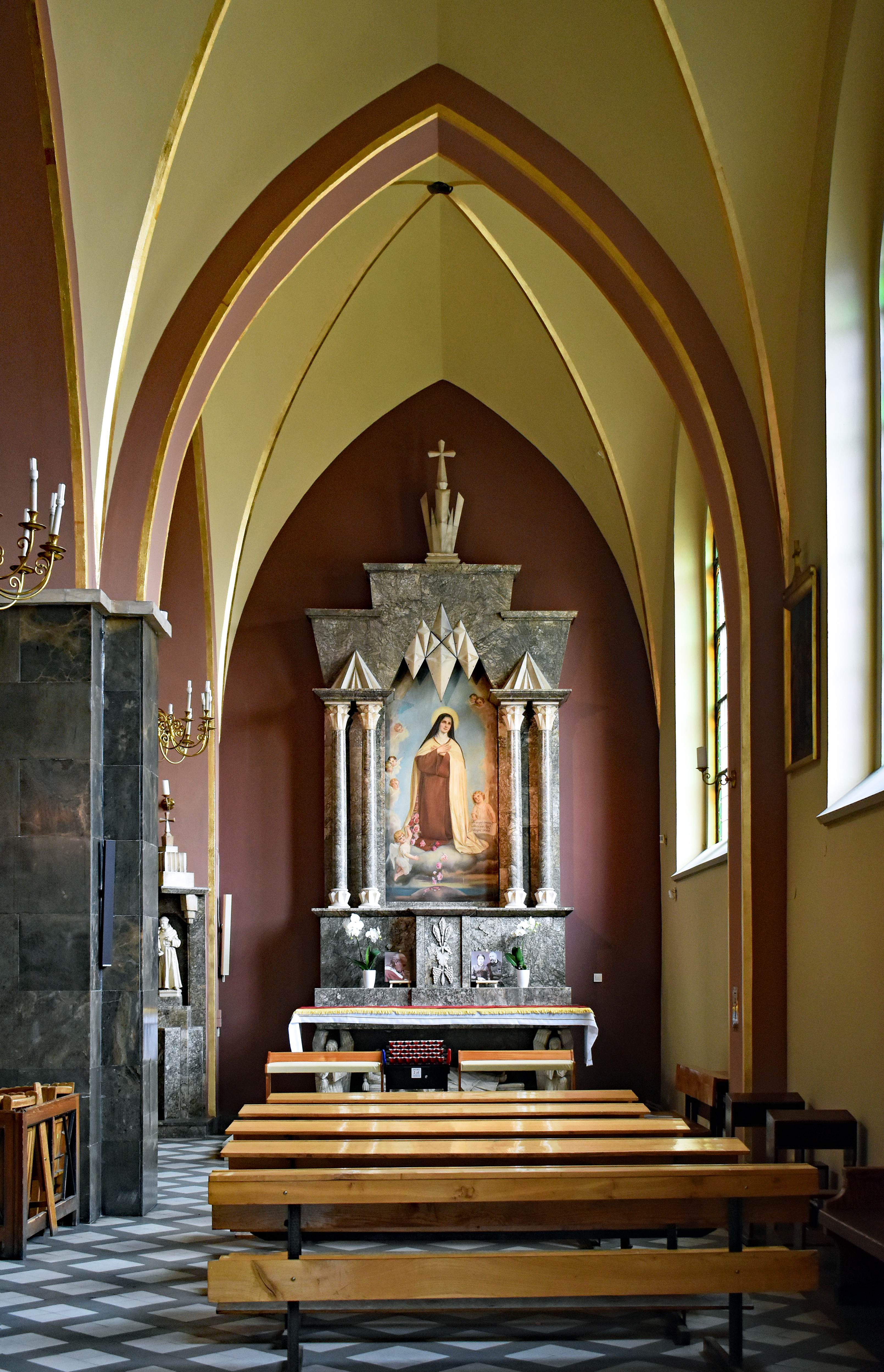
Nawa boczna prawa

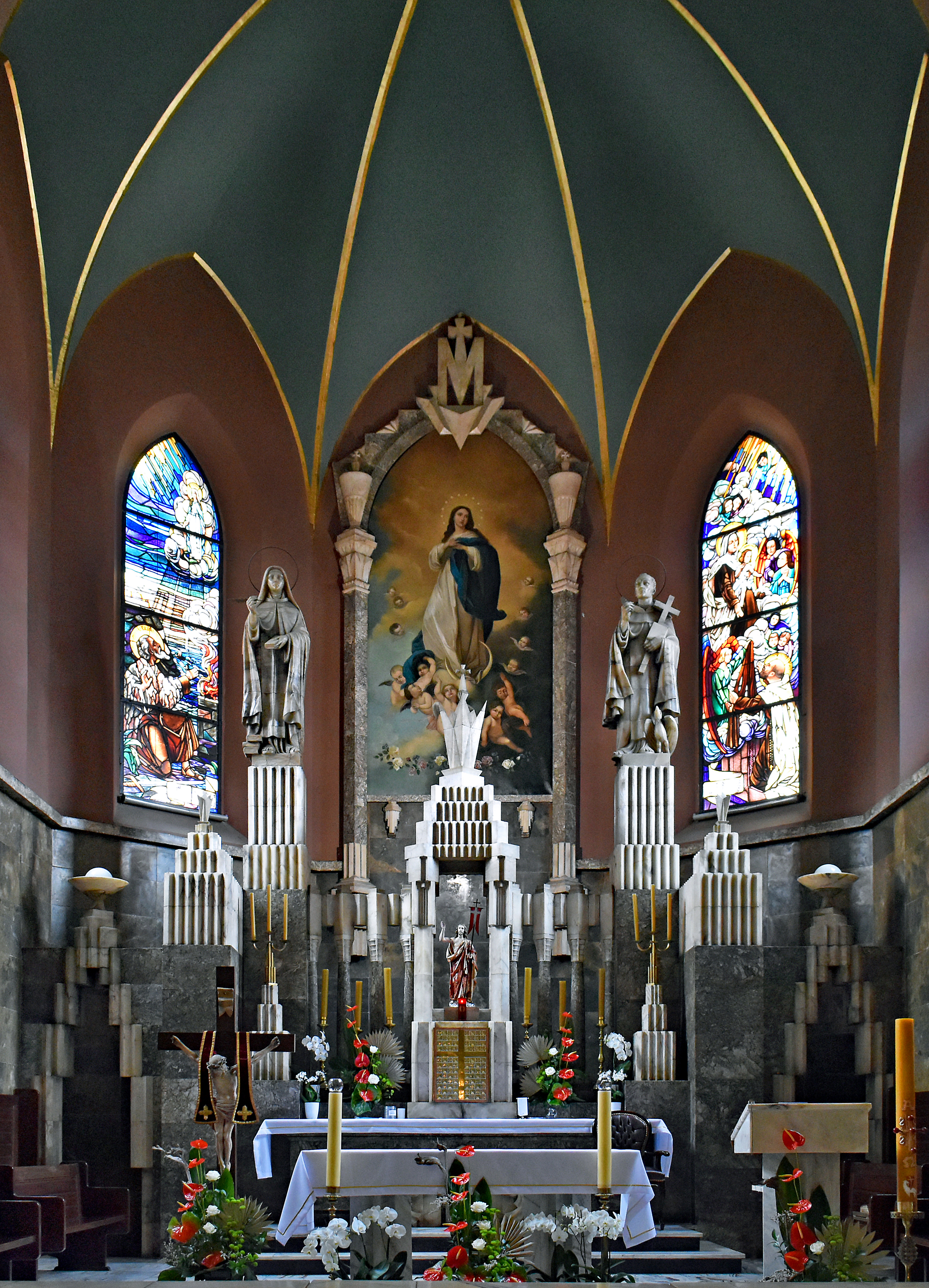
Ołtarz główny.
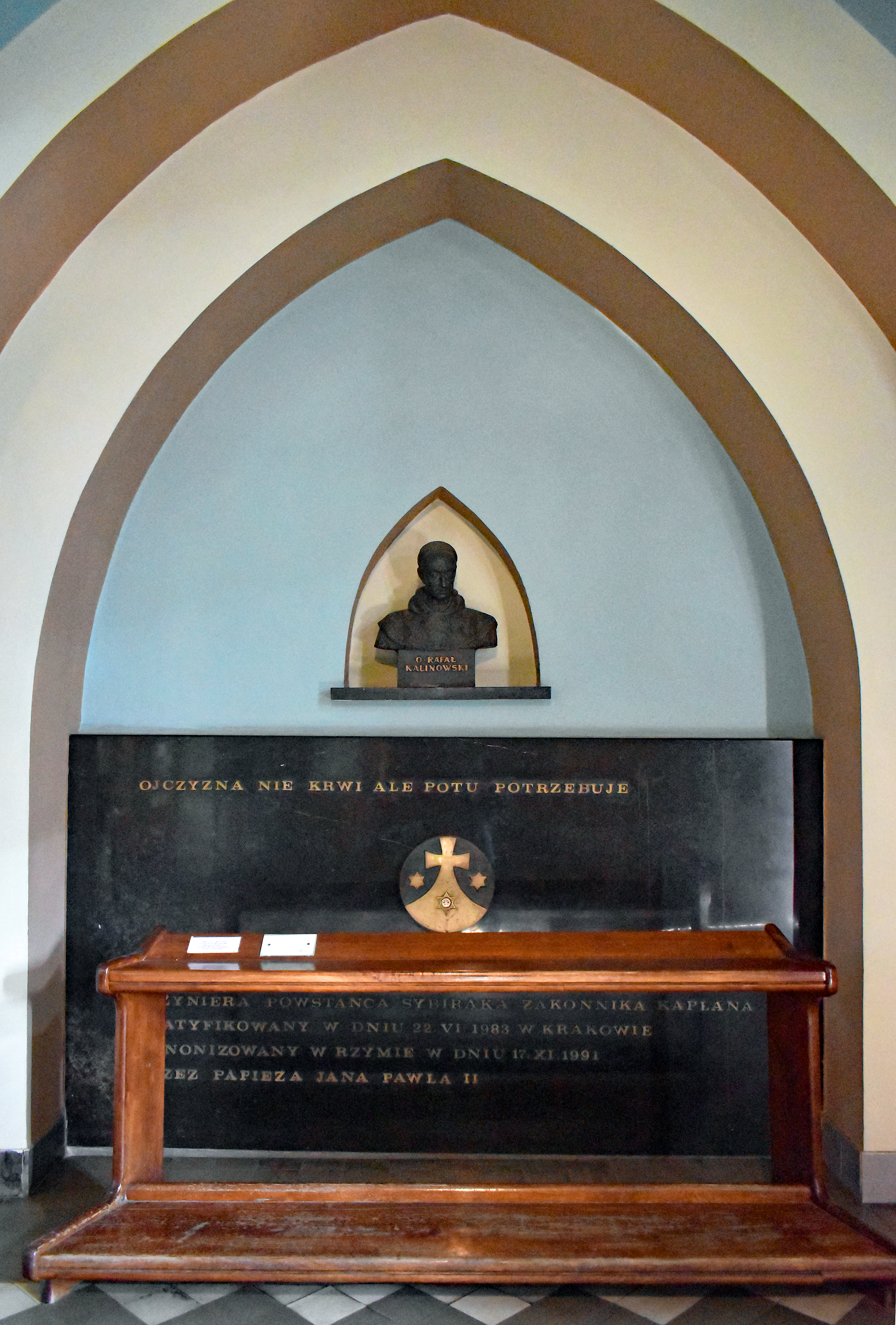
Relikwiarz św. Rafała Kalinowskiego.
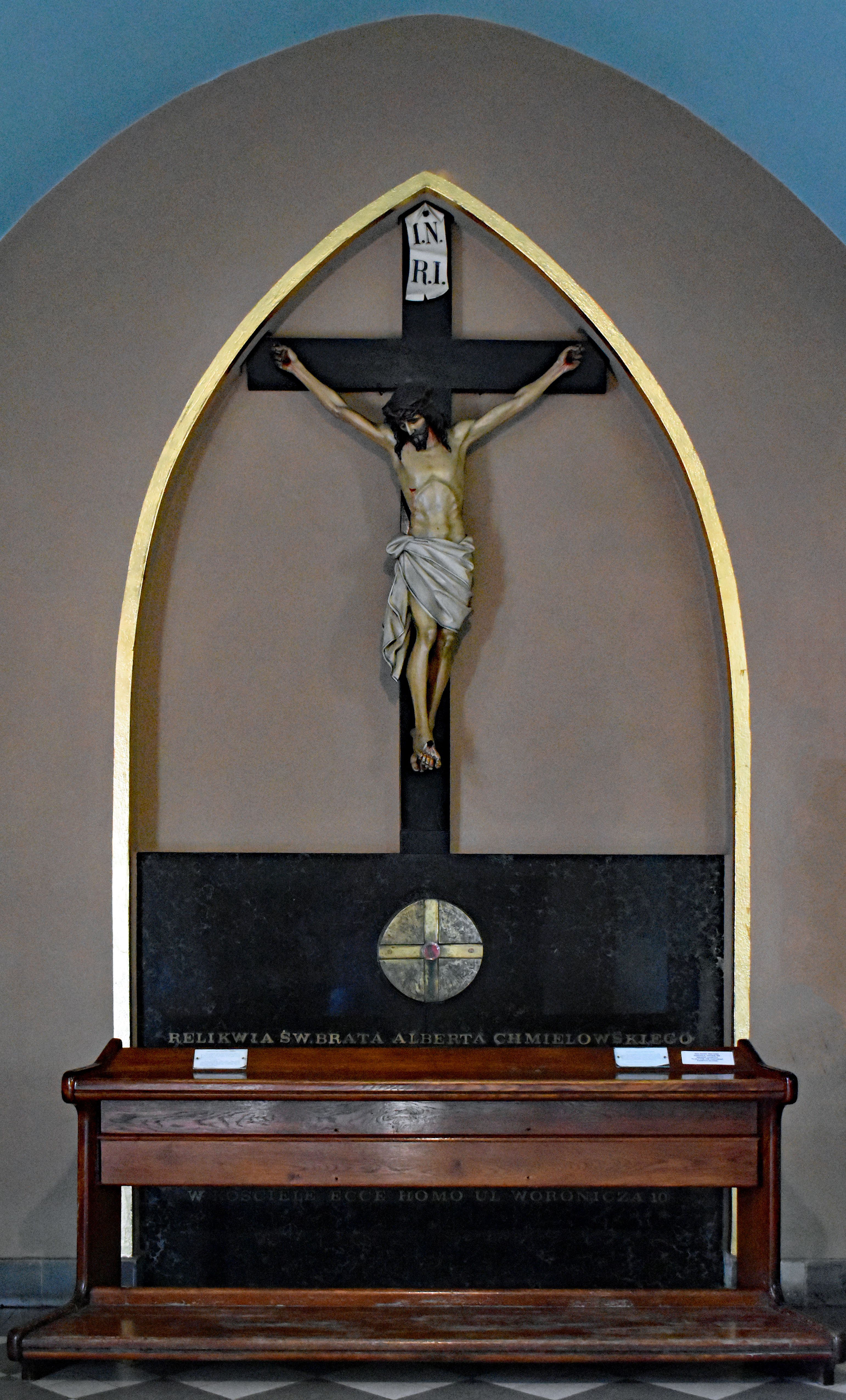
Relikwiarz św. Brata Alberta.
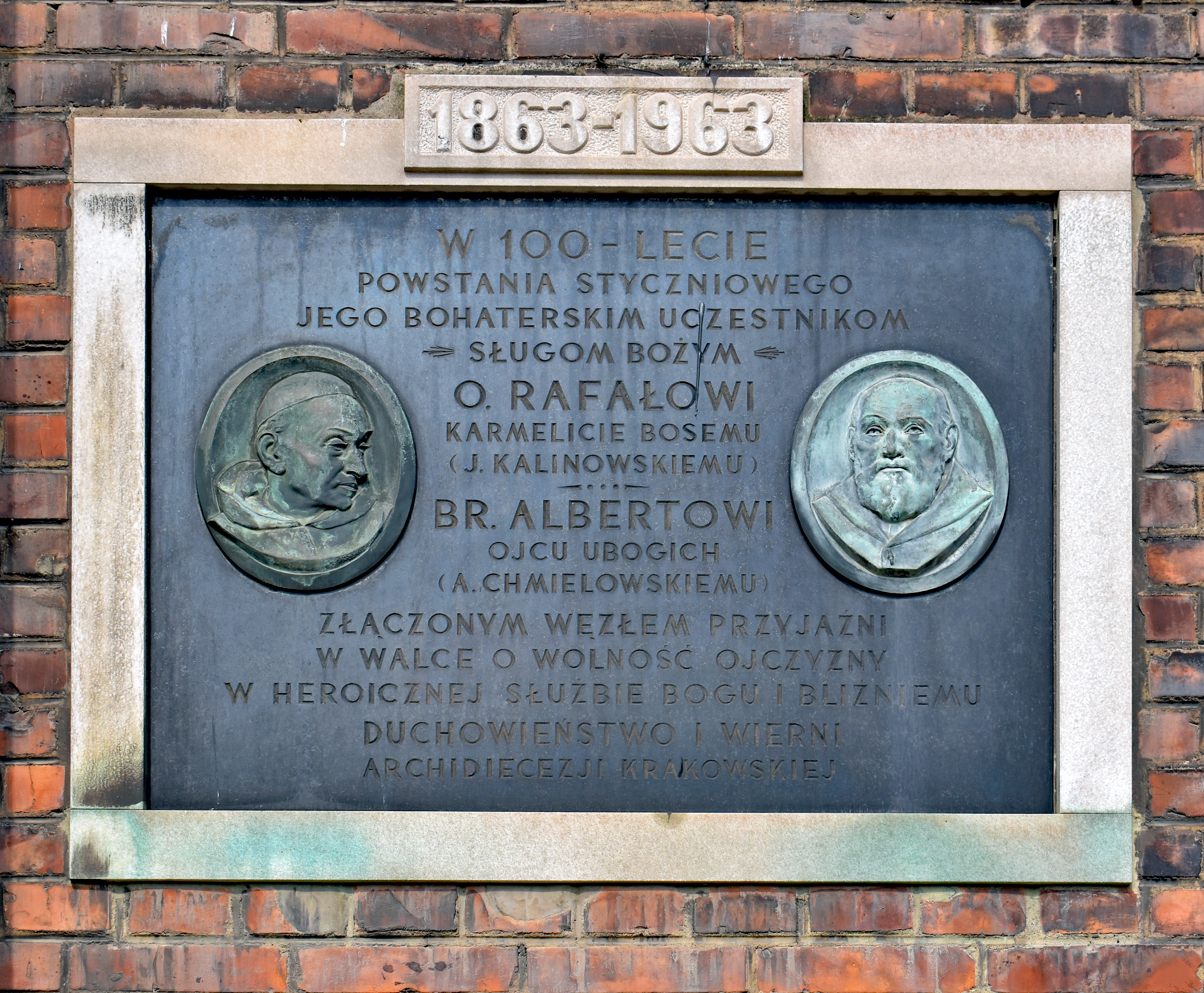
Tablica pamiątkowa.
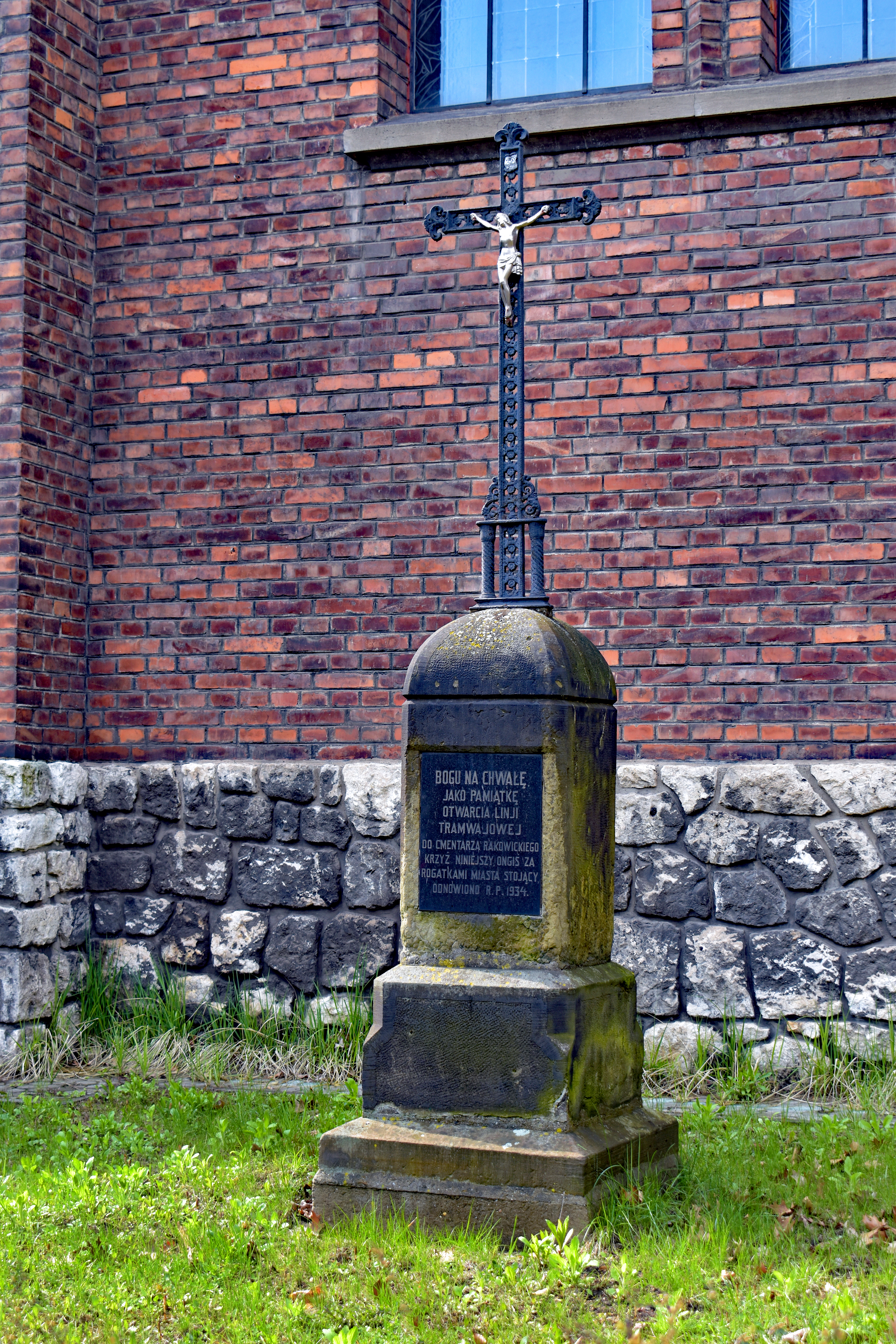
Krzyż przydrożny.